# Warhead
Warhead var ett belgiskt speed/thrash metal-band, aktivt från 1983 till 1989. Låttexterna handlar i huvudsak om ondska, våld och död.

## Medlemmar
- Evil Tyrant (Pierre) – basgitarr
- Firedamp – trummor
- Wall of Sound (Didier Kapelle) – gitarr
- The Beast (Patrick Van Londerzele) – sång

## Diskografi
Studioalbum
- 1984 – Speedway
- 1986 – The Day After

Split
- 1988 – Heavy Hell & Metal (Crossfire / Killer / Warhead / Stranger / Kat / Elise)

Samlingsalbum
- 2002 – Speedway / The Day After